# Trésor d'Arras

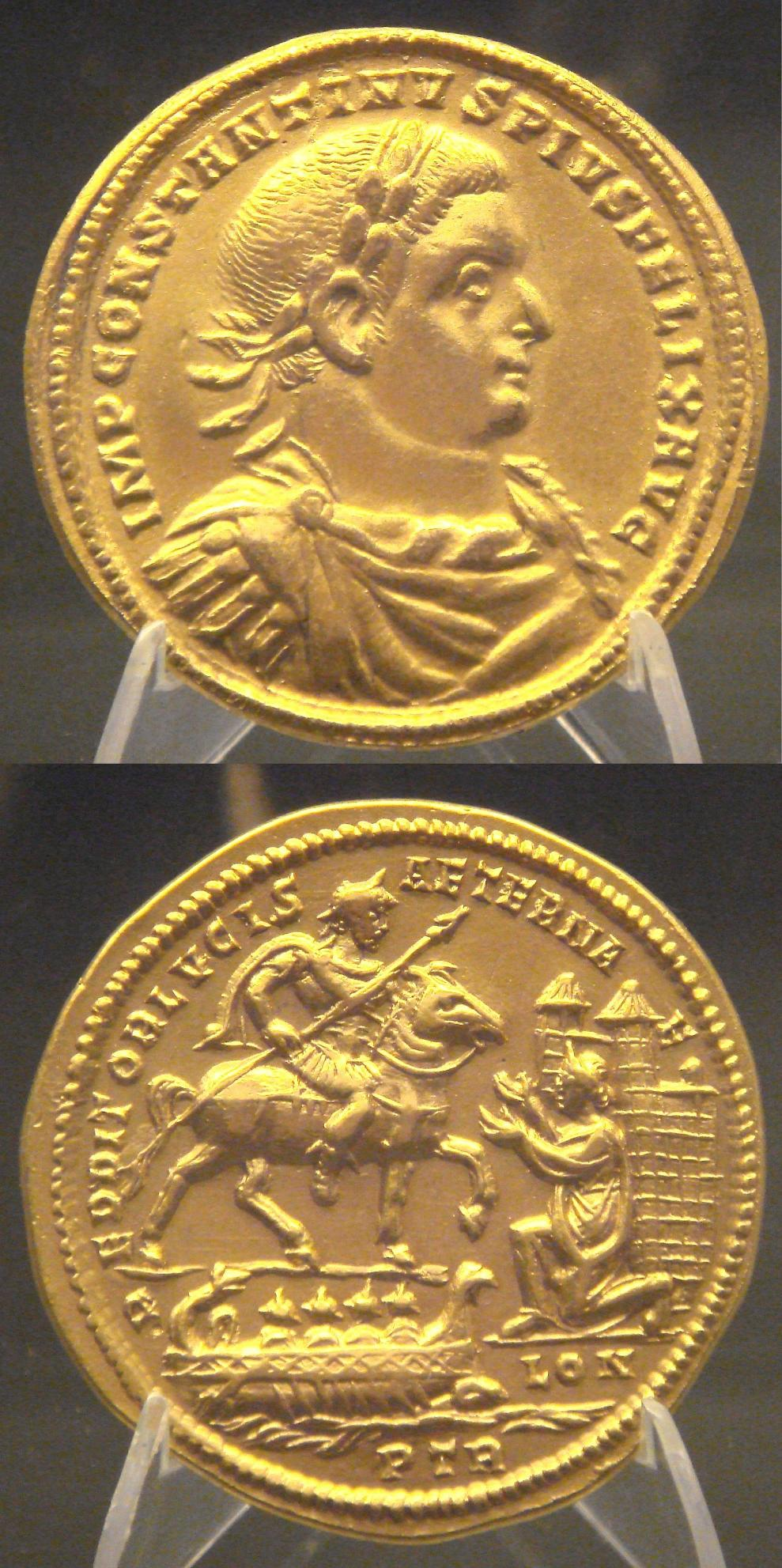
Revers (en bas) du multiple de 10 aurei (RIC VI, 34) de Constance Chlore frappé à Trèvs en 296 et célébrant la prise de Londres. Unicum de 52,58 g., copie par électrotype conservée au British Museum, pièce maitresse du trésor de Beaurains (original au musée d'Arras). Avers (en haut) du multiple de 9 aurei (RIC VI, 801) de Constantin frappéà Trèves en 310, 40,25g, copie par électrotype conservée du British Museum.

Le trésor d'Arras (ou trésor de Beaurains), est un trésor monétaire, datant du tout début du IVe siècle, découvert fortuitement en 1922 sur le territoire de la commune de Beaurains.  Il a été partiellement acquis par la ville d'Arras.

## Historique de la découverte
Le 21 septembre 1922, des ouvriers belges qui extrayaient de l'argile pour une briqueterie à Beaurains, aujourd'hui dans la banlieue d'Arras, découvrent un pot en terre cuite contenant près de 700 monnaies romaines contenues dans un vase en argent ainsi que quelques bijoux et objets de vaisselle d'argent. Malencontreusement, le trésor n'est pas aussitôt mis en lieu sûr et il est entreposé la première nuit dans une cabane de chantier non gardée. Le lendemain matin une bonne moitié du trésor avait disparu.
Une partie des éléments volés sont récupérés et en attendant le partage difficile entre les découvreurs et le propriétaire du terrain, le trésor est mis sous séquestre en Belgique. À nouveau, certains objets disparaissent durant cette période. Sur intervention de l'État français, un accord est signé et c'est la ville d'Arras qui achète une partie du trésor (les droits d'un des découvreurs) pour la somme de 35 000 francs en 1927, et pour une autre partie du trésor, une somme importante, faisant partie des donations pour la reconstruction du musée d'Arras, est mobilisée.
En mai 2017, une demande d'exportation de cinq monnaies exceptionnelles du trésor, issues de la part du propriétaire vendue en 1927, est déposée devant la Commission consultative des trésors nationaux. La demande est rejetée, les monnaies sont déclarées trésor national et interdites de quitter le territoire. En mars 2020, un accord est conclu avec le vendeur pour l'achat par la Bibliothèque nationale de France et la Banque de France, des cinq monnaies pour la somme de 2,8 millions d'euros.
Deux multiples de la Tétrarchie au module de 10 aurei, connu comme des unicum et provenant du trésor, sont la propriété de l'American Numismatic Society.

## Composition du trésor

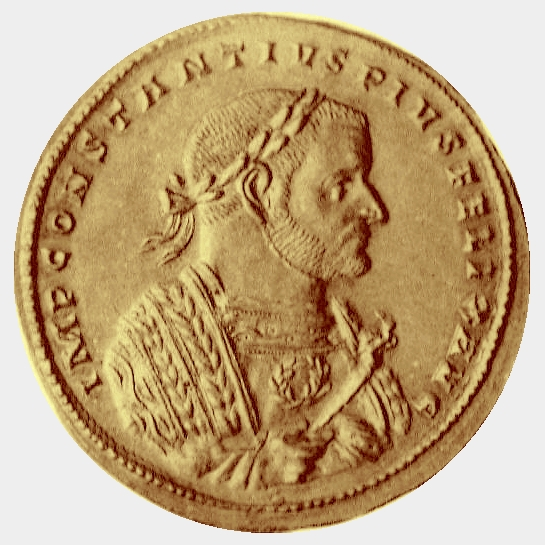

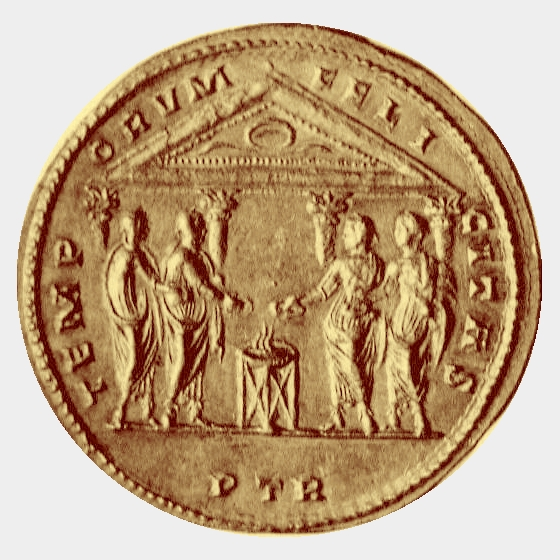
Multiple de 8 solidi de Constance Chlore frappé à Trèves, ancienne collection Carlos de Beistegui, désormais au Cabinet des médailles (BNF). Le revers évoque l'établissement de la 2e tétrarchie en 305. La provenance de cette monnaie de la trouvaille de Beaurains est fortement probable.

Le trésor n'ayant pas été inventorié dès sa découverte, une partie de ses éléments a disparu ou a été dispersés, perte irrémédiable pour la connaissance numismatique romaine s'agissant d'un trésor en tous points exceptionnel.
On estime que le trésor était constitué d'environ 700 monnaies :
- une première partie se trouve au musée des beaux-arts d'Arras mais n'est pas exposée ;
- une seconde partie se trouve au British Museum à Londres ;
- 18 monnaies d'or sont conservées au Cabinet des Médailles de la Bibliothèque royale de Belgique ;
- des monnaies appartiennent à des collections privées ;
- un grand nombre de monnaies aurait disparu.

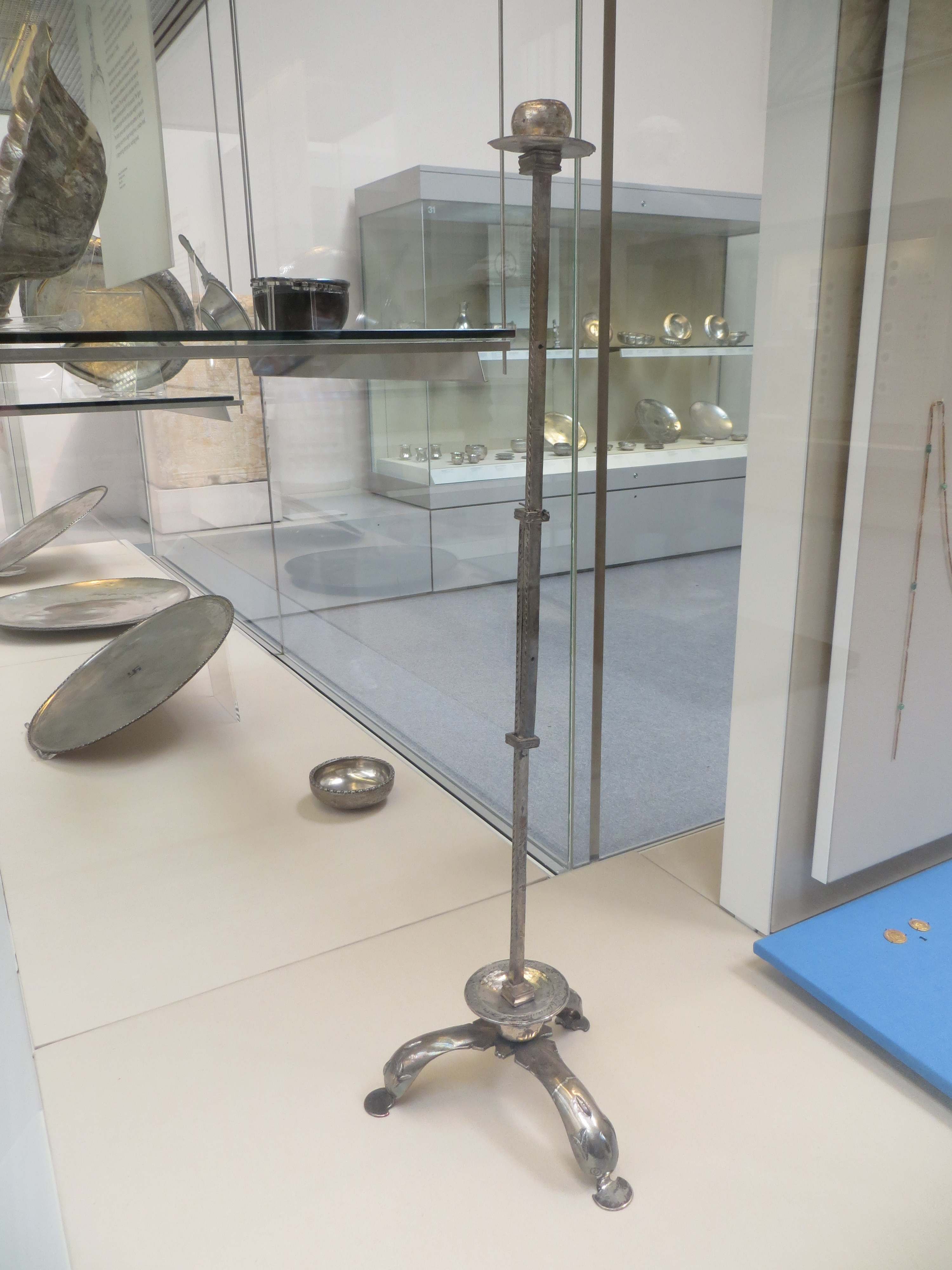
Chandelier en argent du trésor d'Arras, British Museum.

Le trésor incluait aussi des camées, des bijoux et un chandelier en argent, objets exposés au British Museum, ainsi qu'un collier constitué d'aurei.
L'étude globale du trésor est rendue difficile du fait de sa dispersion, elle n'a été entreprise qu'à partir de 1958 par le docteur Pierre Bastien. Il est parvenu à identifier 472 monnaies :
- 83 datées du Haut-Empire : 1 aureus, 81 deniers et 1 antoninien.
- 389 attribuées au Bas-Empire, dont 25 multiples d’or.

Le trésor se caractérise par la présence de ces multiples ou médaillons d'or, des pièces rarissimes, non destinées à circuler, mais frappées comme pièces d'hommage pour les dignitaires de l'Empire. Parmi ces pièces exceptionnelles, on peut distinguer le célèbre et unique médaillon valant 10 aurei, d'un poids de 52 g, à l'effigie de Constance Chlore de l’atelier de Trèves commémorant le siège et la prise de Londres en 296, conservé au musée d'Arras.

## Interprétation historique

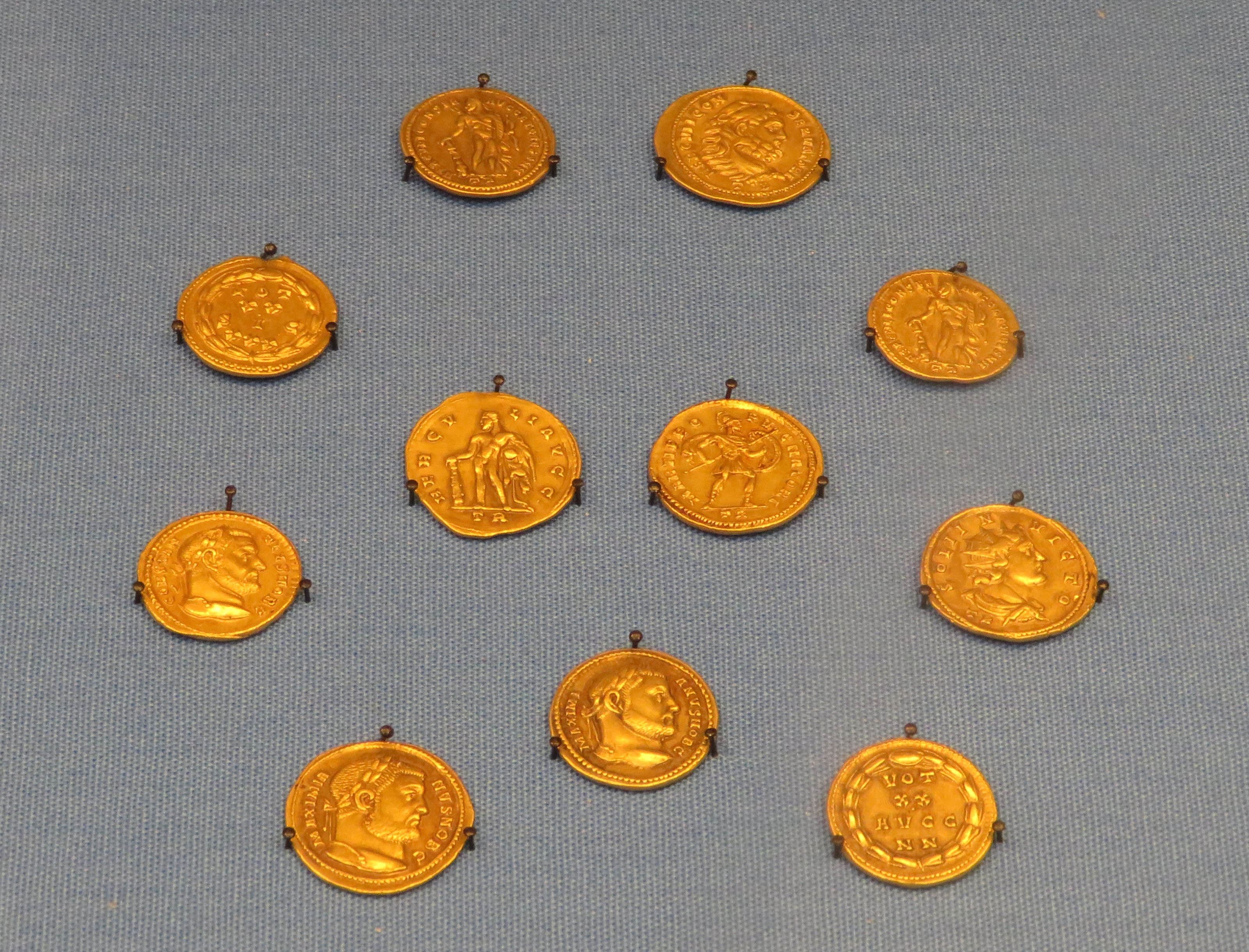
Quelques aurei du trésor exposés au British Museum.

Les monnaies correspondent aux empereurs de la tétrarchie, de Dioclétien à Constantin Ier (avant son pouvoir unique), le trésor a donc été enfoui aux environs de 315. Ce n'est cependant pas un trésor de numéraire ordinaire car il contient un nombre important de monnaies peu courantes (certaines en unicum), dans un état exceptionnel, sans parler des médaillons. Les historiens en déduisent que ce trésor est issu de l'environnement proche de l'empereur ; il pourrait correspondre au trésor de guerre de l'armée impériale qui stationnait dans le secteur à cette époque.
Une étude plus précise du trésor, reposant sur le poids des monnaies d'or, leur répartition chronologique et sur leur sujet, a conduit à émettre l'hypothèse que le trésor résulterait de l'accumulation de deux donativum remis à un haut officier de l'armée impériale pour marquer la fin des campagnes militaires en Gaule et en Bretagne (Angleterre). Il aurait ainsi reçu une première fois une livre d'or (60 aurei) en 297, puis deux livres (120 aurei) en 305, auxquelles s'ajouteraient quelques biens personnels. Il aurait alors caché ce trésor, comptant le récupérer plus tard, mais serait mort entre-temps.